# Senderk
Senderk (farsi سندرک) è una città dello shahrestān di Minab, circoscrizione di Senderk, nella provincia di Hormozgan. Aveva, nel 2006, una popolazione di 1.284 abitanti. 